# Rhamphidium borinquense
Rhamphidium borinquense är en bladmossart som beskrevs av H. Crum och Steere 1956. Rhamphidium borinquense ingår i släktet Rhamphidium och familjen Ditrichaceae. Inga underarter finns listade i Catalogue of Life.